# 艳红柱星螅
艳红柱星螅（学名：Stylaster sanguineus）一种分布于西太平洋海域的水螅珊瑚，隶属于柱星螅科柱星螅属。